# Nam Tiến (phường)
Nam Tiến là một phường thuộc thành phố Phổ Yên, tỉnh Thái Nguyên, Việt Nam.

## Địa lý
Phường Nam Tiến nằm gần trung tâm thành phố Phổ Yên, có vị trí địa lý:
- Phía đông giáp phường Tân Hương
- Phía tây giáp phường Đắc Sơn và xã Vạn Phái
- Phía nam giáp phường Trung Thành
- Phía bắc giáp phường Ba Hàng và phường Đồng Tiến.

Phường Nam Tiến có diện tích 8,31 km², dân số năm 2021 là 9.124 người, mật độ dân số đạt 1.097 người/km².
Quốc lộ 3 chạy qua địa bàn phường. Sông Công chảy qua ranh giới phía tây nam của phường.

## Lịch sử
Sau năm 1975, Nam Tiến là một xã thuộc huyện Phổ Yên.
Ngày 15 tháng 5 năm 2015, thành lập thị xã Phổ Yên trên cơ sở toàn bộ diện tích và dân số của huyện Phổ Yên, xã Nam Tiến thuộc thị xã Phổ Yên.
Ngày 15 tháng 2 năm 2022, Ủy ban Thường vụ Quốc hội ban hành Nghị quyết số 469/NQ-UBTVQH15 về việc thành lập các phường thuộc thị xã Phổ Yên và thành lập thành phố Phổ Yên, tỉnh Thái Nguyên (nghị quyết có hiệu lực từ ngày 10 tháng 4 năm 2022). Theo đó, thành lập phường Nam Tiến trên cơ sở toàn bộ 8,31 km² diện tích tự nhiên và 9.124 người của xã Nam Tiến.

## Hành chính
Phường Nam Tiến được chia thành 11 khu dân cư: Chùa, Đình, Đồi, Giữa, Hạ, Hộ Sơn, Lò, Núi 1, Núi 2, Trại, Trường Thịnh.